# Fingerade personuppgifter
Fingerade personuppgifter har som syfte att i vissa speciella situationer bereda förföljda och hotade personer skydd genom att ge dem rätt att använda andra uppgifter om sig själva än de verkliga, i Sverige enligt lagen (1991:483) om fingerade personuppgifter.
Medgivande att använda fingerade personuppgifter får inte lämnas om personen kan beredas tillräckligt skydd genom kvarskrivning enligt 16 § svenska folkbokföringslagen (1991:481) eller på annat sätt. Ett medgivande att använda fingerade personuppgifter får även ges åt en familjemedlem om personerna varaktigt bor tillsammans. 
Beslutet fattas av Polismyndigheten och kan överklagas till Stockholms tingsrätt.
Om ett medgivande att använda fingerade personuppgifter har upphört att gälla ska Polismyndigheten underrätta Skatteverket, som skyndsamt ska se till att de fingerade uppgifterna inte längre används inom folkbokföringen.